# Niskasaari (ö i Norra Österbotten, Oulunkaari, lat 65,20, long 27,62)
Niskasaari är en ö i Finland.   Den ligger i kommunen Pudasjärvi i den ekonomiska regionen  Oulunkaari  och landskapet Norra Österbotten, i den centrala delen av landet, 600 km norr om huvudstaden Helsingfors. Niskasaari ligger i sjön Jaurakkajärvi.